# Anouck Jaubert
Anouck Jaubert (* 27. ledna 1994) je francouzská reprezentantka ve sportovním lezení. Vítězka Rock Masteru, vicemistryně světa, akademická mistryně světa, mistryně Evropy a juniorská mistryně světa v lezení na rychlost. V roce 2017 byla druhá na Světových hrách ve Vratislavi a zvítězila v celkovém hodnocení světového poháru. V celkovém hodnocení Evropském poháru juniorů získala dvě medaile.

## Výkony a ocenění
- 2015–2016: (trojitá) nominace na Světové hry 2017 ve Vratislavi, za umístění na ME, MS a SP; skončila druhá
- 2017,2018: vítězka celkového hodnocení světového poháru

### Závodní výsledky
| Světové hry | Světové hry |
| Rok         | 2017        |
| ----------- | ----------- |
| Rychlost    | 2           |

| Arco Rock Master | Arco Rock Master | Arco Rock Master |
| Rok              | 2014             | 2016             |
| ---------------- | ---------------- | ---------------- |
| Rychlost         | 1                | 1                |

| Mistrovství světa | Mistrovství světa | Mistrovství světa |
| Rok               | 2016              | 2018              |
| ----------------- | ----------------- | ----------------- |
| Rychlost          | 2                 | 15                |

| Světový pohár        | Světový pohár  | Světový pohár | Světový pohár | Světový pohár | Světový pohár |
| Rok                  | 2014           | 2015          | 2016          | 2017          | 2018          |
| -------------------- | -------------- | ------------- | ------------- | ------------- | ------------- |
| Rychlost             | 3              | 2             | 2             | 1             | 1             |
| jednotlivě* (10/4/4) | ,,1, · 4,, · , | , · ,4, · 4   | 4,, · , · 8,5 | , · , · ,5    | ,,11,,,8,     |

* poznámka: nalevo jsou poslední závody v roce
| Mistrovství Evropy | Mistrovství Evropy | Mistrovství Evropy | Mistrovství Evropy |
| Rok                | 2013               | 2015               | 2017               |
| ------------------ | ------------------ | ------------------ | ------------------ |
| Rychlost           | 8                  | 1                  | 13                 |

| Mistrovství Francie | Mistrovství Francie | Mistrovství Francie | Mistrovství Francie | Mistrovství Francie | Mistrovství Francie |
| Rok                 | 2011                | 2014                | 2015                | 2016                | 2017                |
| ------------------- | ------------------- | ------------------- | ------------------- | ------------------- | ------------------- |
| Rychlost            | 2                   | 1                   | 1                   | 1                   | 1                   |

| Akademické mistrovství světa | Akademické mistrovství světa |
| Rok                          | 2018                         |
| ---------------------------- | ---------------------------- |
| Rychlost                     | 1                            |

## Galerie

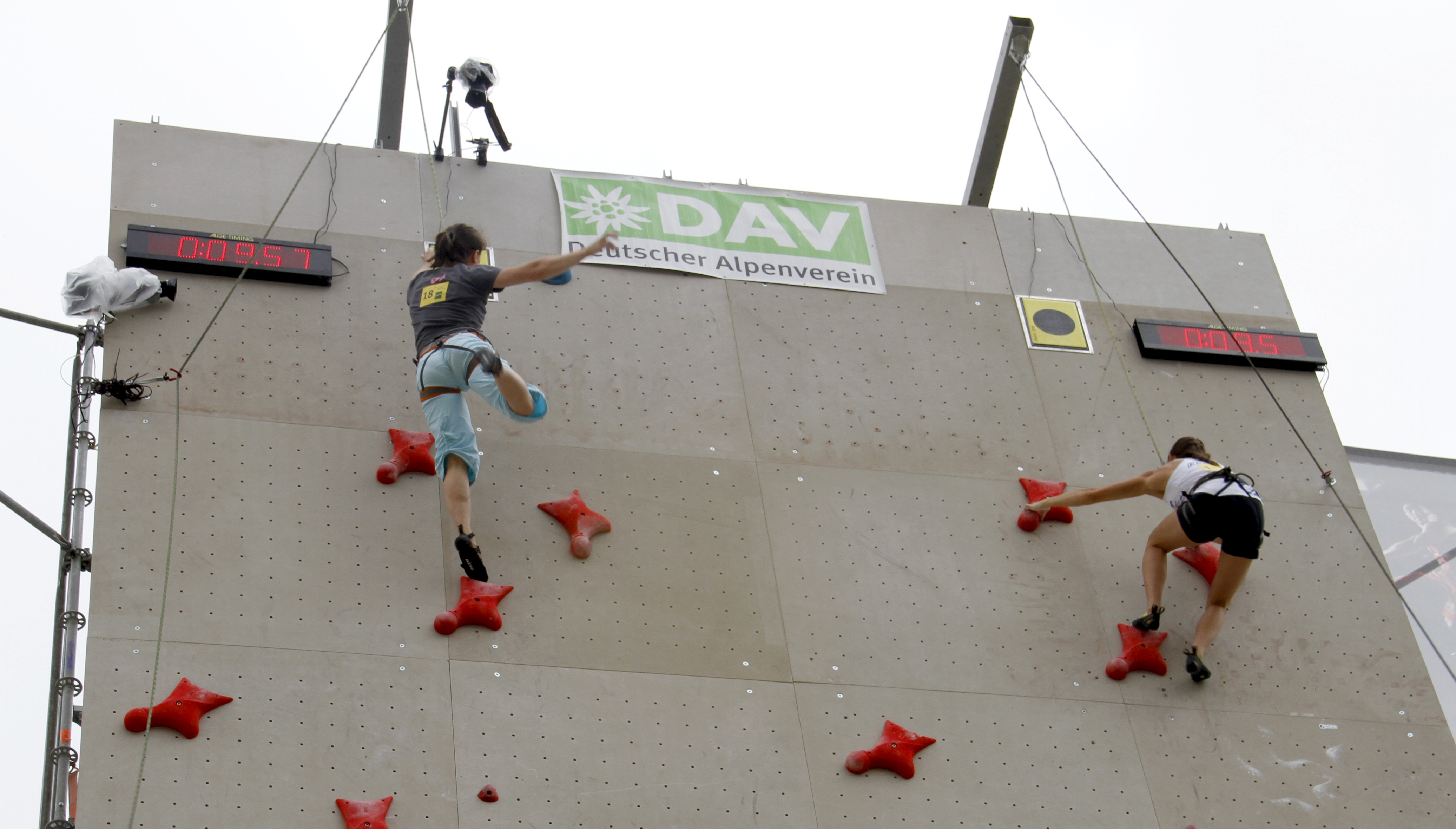
Edyta Ropek a Anouck Jaubert (Mnichov 2012 semifinále rychlost)
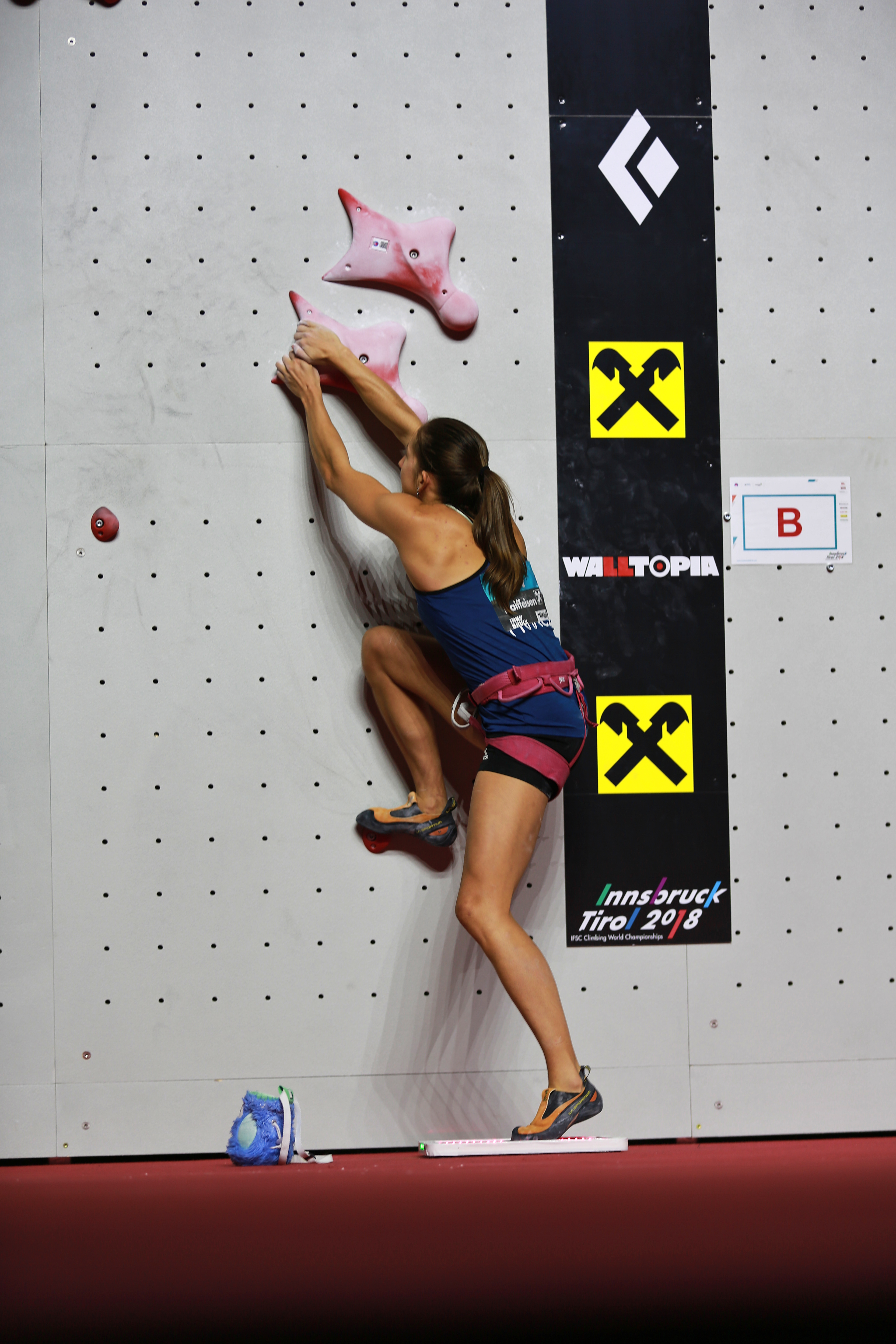
MS 2018
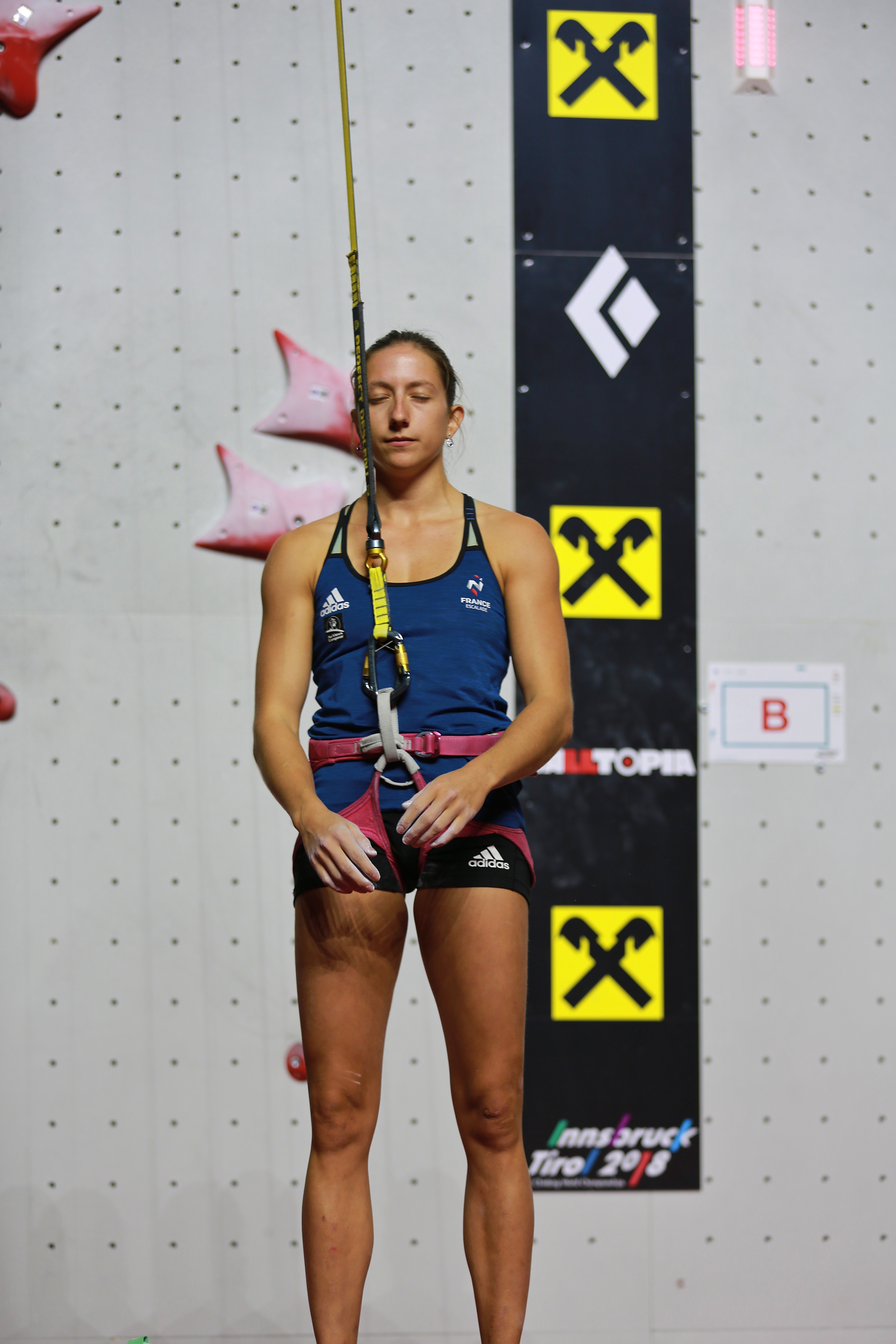
MS 2018